# Sungai Rumbai Timur
Sungai Rumbai Timur is een bestuurslaag in het regentschap Dharmasraya van de provincie West-Sumatra, Indonesië. Sungai Rumbai Timur telt 3423 inwoners (volkstelling 2010).